# RV & AV Excelsior in het seizoen 1961/62
Het seizoen 1961/1962 was het achtste jaar in het bestaan van de Rotterdamse betaaldvoetbalclub Excelsior. De club kwam uit in de Eerste divisie B en eindigde daarin op de tweede plaats. Tevens deed de club mee aan het toernooi om de KNVB Beker, hierin werd in de derde ronde verloren van Sparta (0–1).

## Wedstrijdstatistieken

### Eerste divisie B
|       | Be Quick | EBOH  | Elinkwijk | Enschedese Boys | Heerenveen | Heracles | Hermes DVS | Hilversum | HVC   | Limburgia | NOAD  | RBC   | SHS   | VSV   | Wageningen | Wilhelmina | ZFC   |
| ----- | -------- | ----- | --------- | --------------- | ---------- | -------- | ---------- | --------- | ----- | --------- | ----- | ----- | ----- | ----- | ---------- | ---------- | ----- |
| Thuis | 5 – 0    | 2 – 0 | 3 – 1     | 1 – 0           | 1 – 1      | 1 – 0    | 1 – 1      | 1 – 0     | 1 – 3 | 1 – 2     | 1 – 1 | 1 – 1 | 4 – 0 | 2 – 0 | 3 – 0      | 4 – 0      | 1 – 0 |
| Uit   | 3 – 3    | 1 – 3 | 1 – 1     | 2 – 2           | 0 – 4      | 5 – 3    | 3 – 2      | 2 – 2     | 1 – 2 | 0 – 2     | 0 – 4 | 1 – 2 | 0 – 1 | 0 – 0 | 4 – 2      | 2 – 3      | 2 – 1 |

### KNVB beker
| 2e ronde                                   | Excelsior          | 1 – 0 (0 – 0) | Fortuna                       |
| 31 maart 1962 Plaats: Rotterdam Woudestein |                    |               | 65' (pen.) Frans van der Burg |
| 3e ronde                                   | Sparta             | 1 – 0 (0 – 0) | Excelsior                     |
| 28 april 1962 Plaats: Rotterdam Woudestein | Hans de Koning 88' |               |                               |

## Statistieken Excelsior 1961/1962

### Eindstand Excelsior in de Nederlandse Eerste divisie B 1961 / 1962
| Stand | Gespeeld | Gewonnen | Gelijk | Verloren | Punten | Doelpunten voor | Doelpunten tegen |
| ----- | -------- | -------- | ------ | -------- | ------ | --------------- | ---------------- |
| 2e    | 34       | 19       | 9      | 6        | 47     | 70              | 37               |

### Topscorers
| #                    | Naam                | Goal |
| -------------------- | ------------------- | ---- |
| 1.                   | Thijs Libregts      | 15   |
| 2.                   | Frans van den Burg  | 12   |
| 3.                   | Piet Slui           | 10   |
| 4.                   | Ben Damen           | 9    |
| 4.                   | Toon Meerman        | 9    |
| 6.                   | Louis Corpeleijn    | 4    |
| 7.                   | Rinus Brand         | 3    |
| 8.                   | Heimen Lagerwaard   | 2    |
| 9.                   | Arie Delwel         | 1    |
| 9.                   | Dick van den Polder | 1    |
| 9.                   | Gerard Weber        | 1    |
| Onbekende doelpunten |                     |      |
| –                    | Onbekend            | 3    |
| Totaal               | Totaal              | 70   |

| #      | Naam               | Goal |
| ------ | ------------------ | ---- |
| 1.     | Frans van der Burg | 1    |
| Totaal | Totaal             | 1    |